# Waldviertler Kröpfer
Der Waldviertler Kröpfer ist eine österreichische Taubenrasse, die im letzten Drittel des 20. Jahrhunderts in der niederösterreichischen Region Waldviertel auf der Basis des Stellerkröpfers erzüchtet wurde. Sie wird auch Waldviertler Schecken genannt.

## Beschreibung und Anerkennung
Waldviertler Kröpfer sind vitale, flugfreudige, mittelgroße Kropftauben, deren Erscheinungsbild dem böhmischer Kröpferrassen ähnelt. Entgegen dem allgemeinen Zuchttrend zu hochstehenden, eleganten Rassen wurde mit dem Waldviertler eine nicht zu schlanke, knapp mittelgroße, auf mittellangen Beinen stehende Taube erzüchtet, in deren Gestalt sich das birnenförmige, leicht tailliertes Blaswerk harmonisch einfügt. Der Kopf ist länglich rund. Die perlfarbenen Augen sind durchsetzt mit roten Äderchen. Die ideale Gefiederzeichnung lässt sich nur schwer erreichen. Martin Lindner beschreibt sie als „Schildtiger mit weißem Rückenherz […], wobei sich die Zeichnung ebenfalls über den Kopfbereich bis zum Kopf hinzieht.“ Auf der Grundfarbe der Tiere (Schwarz, Rot oder Gelb) befinden sich weiße Federpartien, darunter das charakteristische Rückenherz über den Schultern. Weitere weiße Federn tigern Kopf, Hals und Flügelschild gleichmäßig.
1995 wurden anlässlich der 77. Nationalen Rassegeflügelschau in Nürnberg, im Rahmen einer Sonderschau Österreichischer Taubenrassen, schwarz getigerte Waldviertler Kröpfer erstmals in Deutschland ausgestellt. Die Rasse wurde in Deutschland nicht anerkannt hat aber einen Europastandard (ELRT-Nr. 350). Der schwarze Farbenschlag ist der älteste. Die Farbenschläge rot-getigert und gelb-getigert sind seit 2014 anerkannt.

## Ursprünge der Rasse
Der ursprüngliche (Waldviertler) Stellerkröpfer war noch Anfang des 20. Jahrhunderts auf Bauernhöfen im heutigen Dreiländereck von Österreich, Tschechien und der Slowakei häufig anzutreffen. Die feldernden Bauernkröpfer wurden vom Menschen nur wenig bzw. gemeinsam mit den Hühnern im Hof gefüttert und mussten darüber hinaus ihre Nahrung selbst auf den Feldern suchen. Jungtiere wurden nach der gewünschten Zeichnung und einem optisch und akustisch besonderen Flugstil, dem Flügelstellen, selektiert. Während der Paarungszeit steigt der Tauber klatschend in die Luft und lässt sich aus 10 bis 15 Metern Höhe mit ausgebreiteten Flügeln wie ein Stein fallen. Währenddessen steigt die Täubin hoch und während sie sich fallen lässt steigt der Täuber erneut hoch. Dafür wird ein Federwerk mit möglichst breiter Außenfahne benötigt, da durch das Flügelstellen die Handschwingen zerschlissen werden.
Den Urtyp des Waldviertler Stellerkröpfers soll es in den vier Grundfarbenschlägen Schwarz (mit schwarzem Schnabel), Blau (mit dunklem Schnabel), Rot und Gelb (mit hornfarbigem Schnabel) gegeben haben. Aus diesem Urtyp soll nach Arche Austria auch der Stellerkröpfer erzüchtet worden sein, der ihn dann im Lauf der Zeit stark zurückgedrängt habe.

## Entstehung der Modernen Rasse
Anfang der 1980er Jahre erwarb der Taubenpreisrichter Leopold Skryanz Restexemplare dieser ursprünglichen, bodenständigen Tauben, verpaarte sie gekonnt und schuf eine einheitliche Linie mit der ein Standard geschaffen werden konnte.
Er kaufte 1983 einen stark ingezüchten Tauber eines Bauernhofes, der die typische Zeichnung sehr gut vererbte, und verpaarte ihn mit einer starken, einfarbigen schwarzen Täubin mit kräftigem Kopf, die ein Kreuzungstier zwischen Steigerkröpfer und Französischem Kröpfer war. Durch Geschwisterpaarungen der Nachzucht dieser beiden Tauben festigte sich die typische Zeichnung des Waldviertler Kröpfers. Außerdem wurde die ideale Größe erreicht. Um 1988 wurde ein weiterer Täuber des Urtyps eingekreuzt, um die Zeichnung weiter zu festigen und einen guten Zuchtstand zu erreichen.
Um den Fortbestand der Rasse zu sichern, kam der gesamte Bestand von Skryanz 2001 in die Erhaltungszuchtanlage im Tiergarten Schönbrunn.